# SN 2011I
SN 2011I – supernowa typu Ia odkryta 6 stycznia 2011 roku w galaktyce A095024-2151. W momencie odkrycia miała maksymalną jasność 15,80m.